# هرمانزبورگ
هرمانزبورگ (به انگلیسی: Hermannsburg) شهرکی واقع در ایالت قلمرو شمالی در استرالیاست. این شهرک در ۱۳۱ کیلومتری (۸۱ مایلی) جنوب غرب آلیس اسپرینگز واقع شده است.